# Bolton Equities Black Spoke
La Bolton Equities Black Spoke era una squadra maschile neozelandese di ciclismo su strada con licenza di ProTeam, attiva a livello UCI dal 2020 al 2023.
Fondata dall'ex ciclista australiano David McKenzie e dal manager Scott Guyton, la squadra aveva sede in Nuova Zelanda ed era sponsorizzata dall'azienda di investimenti Bolton Equities. Nella stagione 2022 vinse due prove di classe 2.1 dell'Europe Tour, l'International Tour of Hellas con Aaron Gate e il Turul României con Mark Stewart; nel 2023 vinse invece La Roue Tourangelle, prova di classe 1.1 dell'Europe Tour, con Rory Townsend.

## Cronistoria

### Annuario
| Anno | Codice | Nome                                    | Cat. | Biciclette | Dirigenza                                                                  |
| ---- | ------ | --------------------------------------- | ---- | ---------- | -------------------------------------------------------------------------- |
| 2020 | BSC    | Black Spoke Pro Cycling Academy         | CT   | Pinarello  | Manager:Scott Guyton Dir. sportivi:                                        |
| 2021 | BSC    | Black Spoke Pro Cycling                 | CT   | Pinarello  | Manager:Scott Guyton Dir. sportivi: Franky Van Haesebroucke                |
| 2022 | BEB    | Bolton Equities Black Spoke Pro Cycling | CT   | Pinarello  | Manager:Scott Guyton Dir. sportivi: Franky Van Haesebroucke, William Green |
| 2023 | BEB    | Bolton Equities Black Spoke             | PRT  | Pinarello  | Manager:Scott Guyton Dir. sportivi: Franky Van Haesebroucke, William Green |

### Classifiche UCI
| Anno | Classifica    | Pos. | Migliore cl. individuale |
| ---- | ------------- | ---- | ------------------------ |
| 2020 | Oceania Tour  | 3º   | Aaron Gate (8º)          |
| 2020 | World Ranking | 64º  | Aaron Gate (430º)        |
| 2021 | Oceania Tour  | 1º   | Aaron Gate (16º)         |
| 2021 | World Ranking | 62º  | Aaron Gate (342º)        |
| 2022 | Oceania Tour  | 1º   | James Fouché (10º)       |
| 2022 | World Ranking | 25º  | James Fouché (175º)      |
| 2023 | Oceania Tour  | 1º   | George Jackson (15º)     |
| 2023 | World Ranking | 26º  | George Jackson (213º)    |

## Palmarès
Aggiornato al 31 dicembre 2023.

### Campionati nazionali
- Campionati neozelandesi Elite: 5

Cronometro: 2021, 2023 (Aaron Gate; 2022 (Regan Gough)
In linea: 2022 (James Fouché); 2023 (James Oram)

## Organico 2023
Aggiornato al 1º agosto 2023.

### Staff tecnico
|  | Naz.                     | Ruolo  | Sportivo                |  |  |  |
|  | ------------------------ | ------ | ----------------------- |  |  |  |
|  | Nuova Zelanda (bandiera) | GM, DS | Scott Guyton            |  |  |  |
|  | Belgio (bandiera)        | DS     | Franky Van Haesebroucke |  |  |  |
|  | Nuova Zelanda (bandiera) | DS     | William Green           |  |  |  |

### Rosa
|  | Naz.                     |  | Sportivo                      | Anno |  |  |
|  | ------------------------ |  | ----------------------------- | ---- |  |  |
|  | Nuova Zelanda (bandiera) |  | Ethan Batt                    | 1998 |  |  |
|  | Gran Bretagna (bandiera) |  | Matthew Bostock               | 1997 |  |  |
|  | Nuova Zelanda (bandiera) |  | Josh Burnett                  | 2000 |  |  |
|  | Nuova Zelanda (bandiera) |  | Ryan Christensen              | 1996 |  |  |
|  | Nuova Zelanda (bandiera) |  | Logan Currie                  | 2001 |  |  |
|  | Nuova Zelanda (bandiera) |  | Mitchel Fitzsimons            | 2003 |  |  |
|  | Nuova Zelanda (bandiera) |  | James Fouché                  | 1998 |  |  |
|  | Gran Bretagna (bandiera) |  | Daniel Gardner (stagista)     | 1999 |  |  |
|  | Nuova Zelanda (bandiera) |  | Aaron Gate                    | 1990 |  |  |
|  | Nuova Zelanda (bandiera) |  | Regan Gough                   | 1996 |  |  |
|  | Nuova Zelanda (bandiera) |  | Keegan Hornblow (stagista)    | 2001 |  |  |
|  | Nuova Zelanda (bandiera) |  | George Jackson                | 2000 |  |  |
|  | Nuova Zelanda (bandiera) |  | Ollie Jones                   | 1996 |  |  |
|  | Nuova Zelanda (bandiera) |  | Josh Kench                    | 2001 |  |  |
|  | Nuova Zelanda (bandiera) |  | Dylan McCullough              | 2001 |  |  |
|  | Nuova Zelanda (bandiera) |  | Luke Mudgway                  | 1996 |  |  |
|  | Nuova Zelanda (bandiera) |  | Bailey O'Donnell              | 2000 |  |  |
|  | Nuova Zelanda (bandiera) |  | James Oram                    | 1993 |  |  |
|  | Gran Bretagna (bandiera) |  | Jacob Scott                   | 1995 |  |  |
|  | Nuova Zelanda (bandiera) |  | Thomas Sexton                 | 1998 |  |  |
|  | Gran Bretagna (bandiera) |  | Mark Stewart                  | 1995 |  |  |
|  | Irlanda (bandiera)       |  | Rory Townsend                 | 1995 |  |  |
|  | Belgio (bandiera)        |  | Victor Vercouillie (stagista) | 2002 |  |  |
|  | Gran Bretagna (bandiera) |  | Paul Wright                   | 1998 |  |  |